# V2G
V2G(Vehicle-to-grid)는 전기자동차를 전력망과 연결해 배터리의 남은 전력을 이용하는 기술로, 전기차를 에너지 저장 장치로 활용해 주행 중 남은 전력을 건물에 공급하거나 판매한다. 

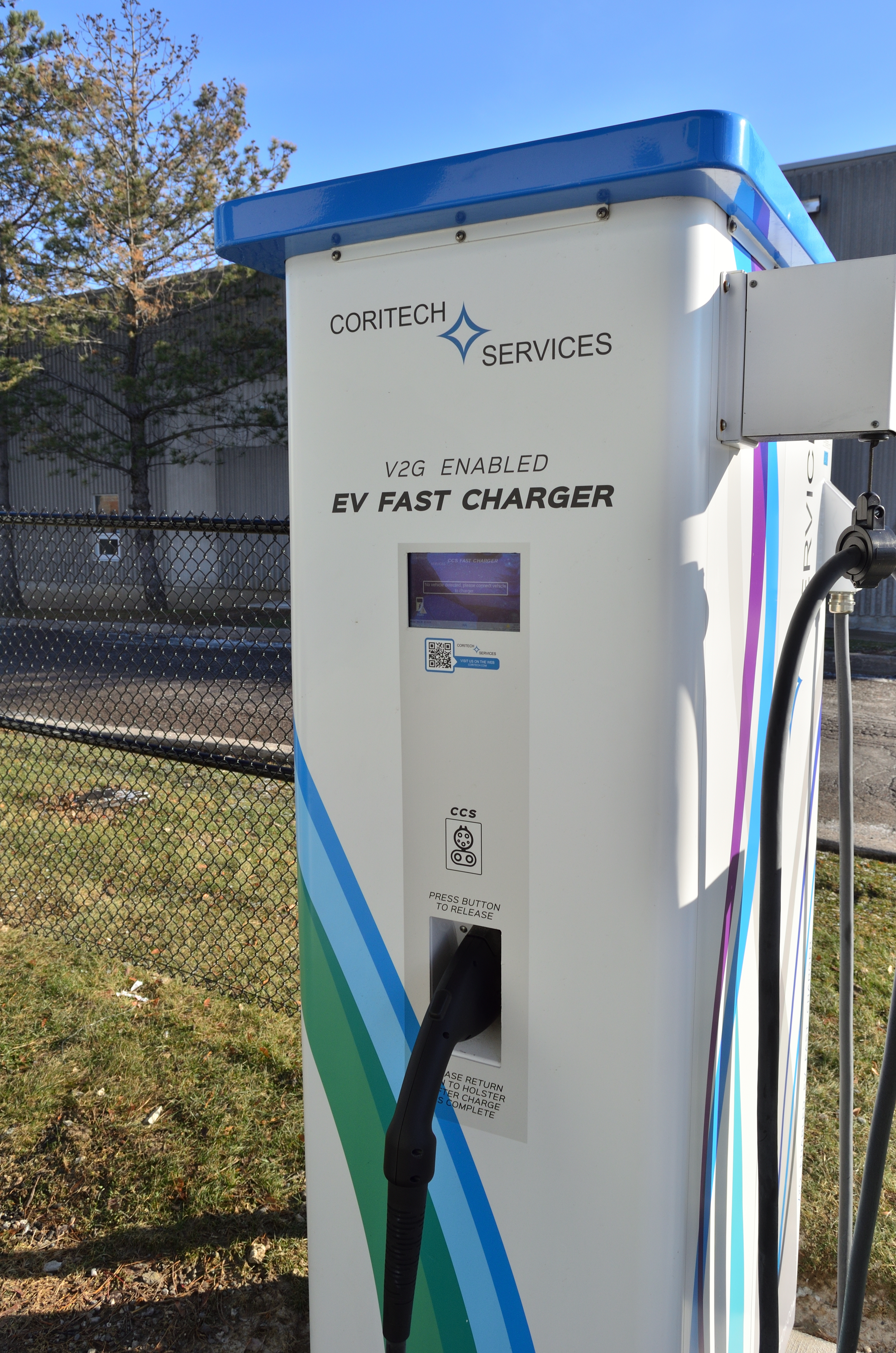
V2GEnabledEVFastCharger

## 현황

### 대한민국

#### 한국전력공사
2009년, 한국전력공사는 제주 스마트그리드 실증단지 구현을 위한 전기차 충전사업 모델을 개발했으며, 2010년에는 50kW급의 급속충전기와 7.7kW급의 완속충전기를 개발했다. 

#### 현대모비스
2017년, 현대모비스는 V2G 기술에 필요한 장치 '양방향 충전기'를 개발했다. 양방향 충전기는 교류(AC)↔직류(DC) 컨버터와 승압·강압 컨버터 등 양방향 전력제어 회로가 적용되어 있다. 기존 아이오닉의 단방향 충전기와 비슷한 크기이면서도 에너지 효율은 높였다. 또한, 충·방전 출력 모두 전기차에 적합한 6.6㎾급을 구현했다.

#### 현대자동차
2020년, 현대자동차는 전기차에 탑재된 배터리의 전력을 외부로 끌어다 사용할 수 있는 기술 V2L을 개발했다.

### 그 외

#### 일본
V2H 기술이 상용화된 일본은 전기차, 양방향 충전기, ESS와 태양광 패널을 모두 결합한 형태의 V2G 기술 실험을 진행 중이다.

#### 독일
독일은 전기차 전용 플랫폼을 기반으로 한 전기차를 출시해 전기차에 저장된 전력을 판매하는 서비스를 개발 중이다.

#### 미국
V2G 기술 관련 스타트업 누브는 쌍방향 충전기 개발 및 V2G 기술의 구현 가능여부를 테스트하기 위해 전기 스쿨버스에 V2G 기술을 도입했다. 미국 스쿨버스 제조사와 협력해 총 8대의 양방향 충전식 전기차 스쿨버스를 캘리포니아에서 운영하고 있다. 

## 같이 보기
- V2L
- V2H
- 전기자동차
- 아이오닉 5